# Comuna Grădinari, Caraș-Severin
Grădinari este o comună în județul Caraș-Severin, Banat, România, formată din satele Grădinari (reședința) și Greoni. În trecut era cunoscută sub denumirea Cacova. Este cunoscută limba maghiară sub denumirile Kákófalva, Nagykákova, Kákova iar limba germană sub denumirile Gross-Kakowa, Kakowa.

## Istoric

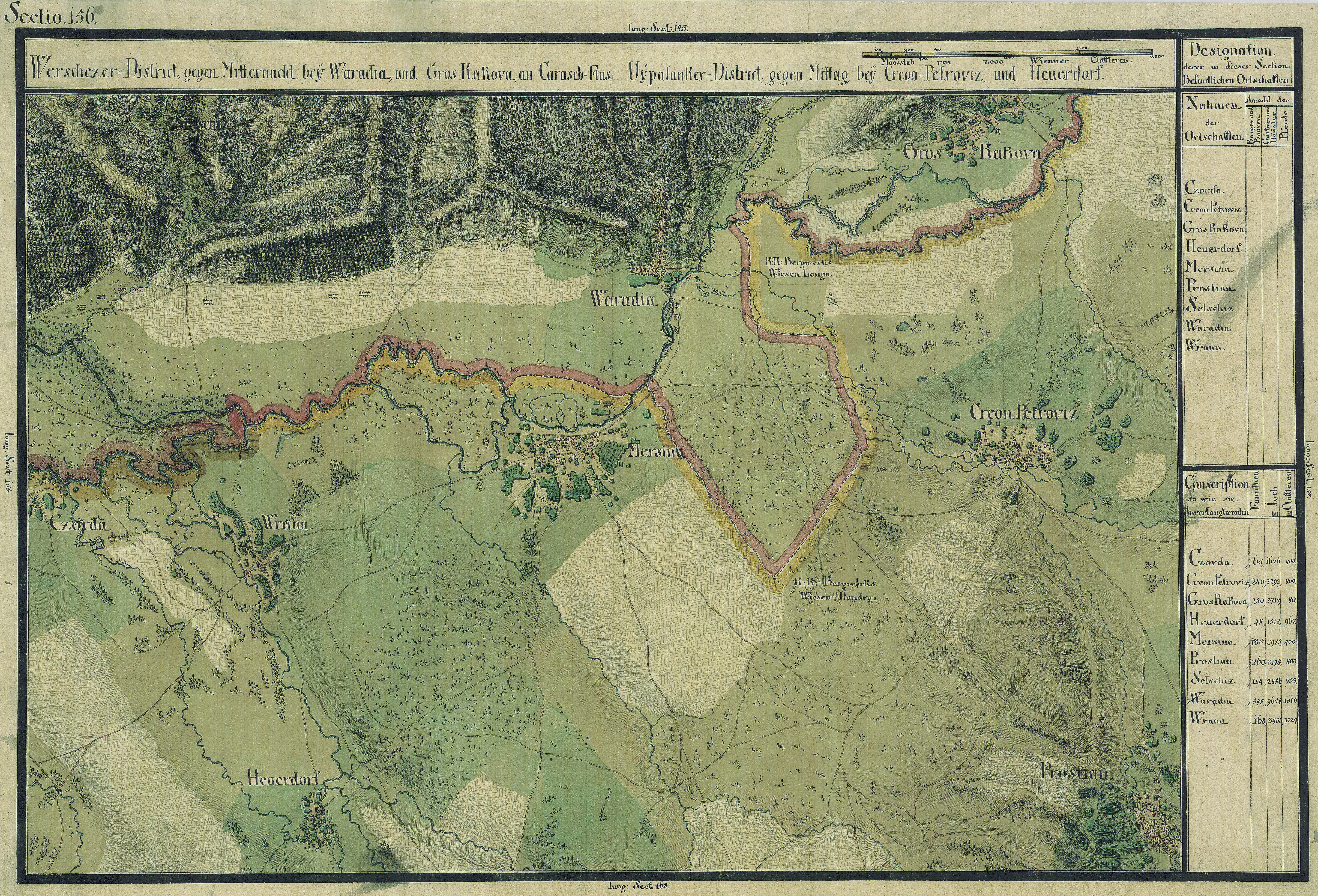
Grădinari în Harta Iosefină a Banatului, 1769-72

Atestarea documentara are loc în anul 1713. Documentele de pommenire despre Grădinari apar destul de târziu prin mențiunea lui Pesty Frigyes pe o hartă din anul 1723.
Coordonatele sale geografice sunt :
21.602739° longitudine estică
și 45.121059° latitudine nordică.
Istoria localității ca și, în genere, a Văii Carașului a fost destul de zbuciumată. După cucerirea Banarului de imperiul austriac, satul devine proprietate a visteriei regale, până în 1855, când a trecut în stăpânirea Societății regale de căi ferate.
Factorul cel mai important al dezvoltării economice, care a dus la creșterea puterii și importanței economice a localității, a fost crearea târgului în anul 1869.
După unirea de la 1918 se aprobă, în anul 1925, “târgul mare” din luna februarie. În primele decenii ale secolului XIX și primele din secolul XX târgurile cacovene primesc o importanță deosebită în viața economică din sudul Banatului.
Notariatul cercual și farmacia – existente din secolul al XIX- lea – apoi circumscripția sanitară, hotelul, banca, precum și alte instituții de acest fel – toate accentuează impresia de așezare mai mult decât rurală.
Actuala comună Grădinari a fost denumită până în 1965 Cacova. În anul 1965 i se schimbă numele în Grădinarii, iar în anul 1968 i se scurtează numele cu o literă, adică: Grădinari.
Râul Caraș(Carasu) traversează comuna despărțind cele două localități care o compun.
Localitatea Gradinari este situată între Canalul Ieruga și Dealul Cacova, deal pe care odinioară era situată localitatea.
Localitatea Grădinari se învecinează cu:
la nord cu localitatea Comorâște, la sud cu localitatea Greoni, la est cu localitatea Ticvaniu Mare și la vest cu localitatea Vărădia.
Clima locului se încadrează în caracteristica temperat-continentală, cu predominanta frecvenței anilor călduroși, peste 25% din ierni având un caracter blând; anotimpurile tranzitive lipsesc aproape complet, oscilațiile termice se realizează brusc, cu amplitudini mari; precipitațiile au variații importante, cu media lunara maxima la începutul verii; 80,9mm -109,2mm; debitele maxime provin 86% din ploi abundente, scurgerea medie de iarnă este mai ridicată, scurgerea de primavară fiind aproape similară.

## Demografie
Componența etnică a comunei Grădinari
     Români (83,96%)
     Romi (10,49%)
     Alte etnii (5,56%)
Componența confesională a comunei Grădinari
     Ortodocși (88,78%)
     Baptiști (2,72%)
     Penticostali (2,38%)
     Alte religii (0,57%)
     Necunoscută (5,56%)
Conform recensământului efectuat în 2021, populația comunei Grădinari se ridică la 1.764 de locuitori, în scădere față de recensământul anterior din 2011, când fuseseră înregistrați 1.956 de locuitori. Majoritatea locuitorilor sunt români (83,96%), cu o minoritate de romi (10,49%). Din punct de vedere confesional, majoritatea locuitorilor sunt ortodocși (88,78%), cu minorități de baptiști (2,72%) și penticostali (2,38%), iar pentru 5,56% nu se cunoaște apartenența confesională.

## Politică și administrație
Comuna Grădinari este administrată de un primar și un consiliu local compus din 11 consilieri. Primarul, Ioan Goje[*], de la Partidul Social Democrat, este în funcție din 1 noiembrie 2024. Începând cu alegerile locale din 2024, consiliul local are următoarea componență pe partide politice:
|  | Partid                          | Consilieri | Componența Consiliului | Componența Consiliului | Componența Consiliului | Componența Consiliului |
|  | ------------------------------- | ---------- | ---------------------- | ---------------------- | ---------------------- | ---------------------- |
|  | Partidul Social Democrat        | 4          |                        |                        |                        |                        |
|  | Partidul Național Liberal       | 3          |                        |                        |                        |                        |
|  | Partidul S.O.S. România         | 1          |                        |                        |                        |                        |
|  | Alianța pentru Unirea Românilor | 1          |                        |                        |                        |                        |
|  | Partidul Mișcarea Populară      | 1          |                        |                        |                        |                        |
|  | Forța Dreptei                   | 1          |                        |                        |                        |                        |